# IC 3561
IC 3561 је спирална галаксија у сазвјежђу Береникина коса која се налази на листи објеката дубоког неба у Индекс каталогу.
Деклинација објекта је + 26° 54' 0" а ректасцензија 12h 36m 4,7s. Привидна величина (магнитуда) објекта IC 3561 износи 15,2 а фотографска магнитуда 16,0. IC 3561 је још познат и под ознакама MCG 5-30-32, CGCG 159-26, NPM1G +27.0369, PGC 42013.